# Eriococcus guesinus
Eriococcus guesinus är en insektsart som beskrevs av Goux 1992. Eriococcus guesinus ingår i släktet Eriococcus och familjen filtsköldlöss.
Artens utbredningsområde är Frankrike. Inga underarter finns listade i Catalogue of Life.